# 4919 Vishnevskaya
4919 Vishnevskaya este un asteroid din centura principală, descoperit pe 19 septembrie 1974 de Liudmila Cernîh.